# Ншимиримана, Перпетю
Перпетю Ншимиримана Гашаза (рунди и фр. Perpétue Nshimirimana Gashaza; февраль 1961, Усумбура, Руанда-Урунди) — бурундийская журналистка, политический и общественный деятель, писательница.

## Биография

### Ранние годы и учёба
Перпетю Ншимиримана родилась в феврале 1961 года в бурундийском городе Усумбура (сейчас Бужумбура).
Училась в лицее Кларт Нотр-Дам в Бужумбуре, затем окончила в Алжире Национальный институт информационных и коммуникационных технологий по специальности журналиста.

### Политическая и общественная деятельность
В 1984 году вернулась в Бурунди, работала на Национальном радио и телевидении. Входила в национальный совет по коммуникациям и национальную комиссию ЮНЕСКО. В 1991—1992 годах была членом конституционной комиссии, в 1993 году вошла в состав национальной избирательной комиссии.
После того как в июле 1993 года президентом Бурунди стал Мельхиор Ндадайе, была назначена постоянным представителем страны при ООН в Женеве. Однако в октябре Ндадайе был убит, и Ншимиримана покинула пост.
В 2005 году получила премию Femme exilée, Femme engage за работу с сиротами в Бурунди.
Живёт в Швейцарии.

### Литературная деятельность
В 2004 году опубликовала в Швейцарии автобиографическую книгу «Письмо Исидору» (Lettre à Isidore), посвящённую её отцу Исидору Мугабонихере, который был убит в 1965 году бурундийской армией. Поскольку её семья происходила из хуту, им было запрещено видеть его тело, хоронить и даже оплакивать. Ншимиримана отмечает, что долгие годы страх и обет молчания, навязанный обществом, мешал ей поднять эту тему.